# Fernando de Monroy
Fernando de Monroy est le 10e capitaine-major du Ceylan portugais. 